# 大同巡撫
大同巡撫，全稱巡撫大同地方贊理軍務。永樂六年，明成祖命都御史出鎮大同，旋罷。正統元年，始與宣府共設巡撫，至景泰三年，大同始專設，后復兼理。至成化十年，復專設，加贊理軍務。
節制陽和兵備道、左衛兵備道、冀北分巡道、冀北分守道等四道；轄山西布政司大同府之應、朔、渾源三州，大同、懷仁、山陰、馬邑、廣靈、靈丘六縣，陝西行都司之大同左衛等十四衛、山陰第三所城堡，順義諸部貢市。

## 歷任巡撫
| 序次 | 姓名   | 籍贯/旗籍    | 任职时间                         | 卸职时间                         | 卸職原因/备注                  |
|      |        |              |                                  |                                  |                                |
| 1    | 李儀   | 順天涿州     | 正統元年四月戊午（1436年）       | 正統二年二月戊辰（1437年）       | 下獄                           |
| 2    | 盧睿   | 浙江東陽     | 正統二年三月辛卯（1437年）       | 正統五年四月庚辰（1440年）       | 下獄                           |
| 3    | 羅亨信 | 廣東東莞     | 正統五年（1440年）               | 景泰元年正月辛丑（1450年）       | 致仕                           |
| 4    | 任寧   | 陝西臨潼     | 景泰元年閏正月戊申（1450年）     | 景泰二年三月甲子（1451年）       | 召回京                         |
| 5    | 沈固   | 直隸丹陽     | 景泰二年三月甲子（1451年）       | 景泰二年（1451年）               |                                |
| 6    | 年富   | 直隸懷遠     | 景泰二年（1451年）               | 天順元年二月庚子（1457年）       | 致仕                           |
| 7    | 李秉   | 山東曹縣     | 天順二年五月丙午（1458年）       | 天順三年三月癸未（1459年）       | 罷為民                         |
| 8    | 韓雍   | 直隸長洲     | 天順四年十一月庚寅（1460年）     | 天順七年四月己巳（1463年）       | 升兵部右侍郎                   |
| 9    | 王越   | 河南浚縣     | 天順七年閏七月己未（1463年）     | 成化七年九月丁酉（1471年）       | 往延綏殺賊                     |
| 10   | 林聰   | 福建寧德     | 成化七年九月丁酉（1471年）       | 成化八年五月戊申（1472年）       | 致仕                           |
| 11   | 殷謙   | 順天涿州     | 成化八年五月壬子（1472年）       | 成化九年七月己巳（1473年）       | 改宣府巡撫                     |
| 12   | 鄭寧   | 河南祥符     | 成化九年七月己巳（1473年）       | 成化十年二月辛未（1474年）       | 劾免                           |
| 13   | 董方   | 順天漷縣     | 成化十年二月甲申（1474年）       | 成化十年十二月丙午（1474年）     | 升刑部尚書                     |
| 14   | 張鎣   | 直隸華亭     | 成化十一年正月丁卯（1475年）     | 成化十二年十二月甲午（1476年）   | 升刑部右侍郎                   |
| 15   | 李敏   | 河南襄城     | 成化十三年正月辛酉（1477年）     | 成化十五年七月庚寅（1479年）     | 升兵部右侍郎                   |
| 16   | 孫洪   | 山東昌邑     | 成化十五年七月癸未（1479年）     | 成化十七年三月己亥（1481年）     | 改河南巡撫                     |
| 17   | 郭鏜   | 山東恩縣     | 成化十七年三月己亥（1481年）     | 成化二十年五月壬寅（1484年）     | 以去歲大同失機下獄             |
| 18   | 左鈺   | 直隸阜城     | 成化二十年（1484年）             | 成化二十一年十月己丑（1485年）   | 召回都察院                     |
| 19   | 子俊   | 四川青神     | 成化二十一年十月己丑（1485年）   | 成化二十二年二月乙巳（1486年）   |                                |
| 20   | 葉淇   | 直隸山陽     | 成化二十二年二月乙巳（1486年）   | 成化二十三年十一月甲辰（1487年） | 升戶部右侍郎                   |
| 21   | 左鈺   | 直隸阜城     | 成化二十三年十二月乙巳（1487年） | 弘治元年閏正月乙酉（1488年）     | 致仕                           |
| 22   | 許進   | 河南靈寶     | 弘治元年二月壬寅（1488年）       | 弘治四年（1491年）               | 降為兗州府知府                 |
| 23   | 侯恂   | 陝西白水     | 弘治四年二月辛亥（1491年）       | 弘治九年十月庚子（1496年）       | 改山西巡撫                     |
| 24   | 劉瓛   | 山東濟南     | 弘治九年十月庚子（1496年）       | 弘治十一年（1498年）             | 改大理寺左少卿                 |
| 25   | 洪漢   | 山東章丘     | 弘治十一年閏十一月癸未（1498年） | 弘治十三年（1500年）             | 閑住                           |
| 26   | 劉宇   | 河南鈞州     | 弘治十三年六月戊申（1500年）     | 弘治十七年十二月庚午（1504年）   | 回都察院                       |
| 27   | 周南   | 浙江縉雲     | 弘治十七年十二月甲申（1504年）   | 正德元年（1506年）               | 忤逆劉瑾，貶為民               |
| 28   | 歐信   | 順天薊州     | 正德元年（1506年）               | 正德元年九月庚子（1506年）       | 卒                             |
| 29   | 崔巖   | 湖廣郴州     | 正德元年十月壬子（1506年）       | 正德三年六月庚寅（1508年）       | 改陝西巡撫                     |
| 30   | 熊偉   | 直隸萬全右衛 | 正德三年（1508年）               | 正德四年五月壬辰（1509年）       | 罷                             |
| 31   | 文貴   | 山東青州衛   | 正德四年五月壬辰（1509年）       | 正德四年八月丁卯（1509年）       | 致仕                           |
| 32   | 王綸   | 浙江慈溪     | 正德四年八月甲戌（1509年）       | 正德五年（1510年）               |                                |
| 33   | 張禴   | 平谷         | 正德五年正月丙戌（1510年）       | 正德五年（1510年）               | 卒                             |
| 34   | 馬中錫 | 直隸故城     | 正德五年九月己卯（1510年）       | 正德六年三月庚午（1511年）       | 升右都御史提督軍務             |
| 35   | 石玠   | 直隸藁城     | 正德六年三月壬申（1511年）       | 正德六年十二月丁酉（1511年）     | 升兵部右侍郎                   |
| 36   | 謝綬   | 江西樂安     | 正德六年十二月己亥（1511年）     | 正德七年閏五月庚寅（1512年）     | 卒                             |
| 37   | 公勉仁 | 蒙陰         | 正德七年七月己卯（1512年）       | 正德八年（1513年）               |                                |
| 38   | 高友璣 | 浙江樂清     | 正德八年正月己卯（1513年）       | 正德九年十一月庚午（1514年）     | 以虜數入寇，降二級別用         |
| 39   | 王憲   | 山東東平     | 正德九年十一月丁丑（1514年）     | 正德十一年十一月丁卯（1516年）   | 升戶部右侍郎                   |
| 40   | 胡瓚   | 直隸永年     | 正德十一年十二月壬申（1516年）   | 正德十三年（1518年）             |                                |
| 41   | 楊志學 | 彭城衛       | 正德十三年三月甲子（1518年）     | 嘉靖元年正月辛丑（1522年）       | 以疾回籍                       |
| 42   | 張文錦 | 遼東廣寧衛   | 嘉靖元年六月癸卯（1522年）       | 嘉靖三年八月癸巳（1524年）       | 卒亂被殺                       |
| 43   | 李鐸   | 山東萊陽     | 嘉靖三年八月癸巳（1524年）       | 嘉靖三年八月甲寅（1524年）       |                                |
| 44   | 蔡天祐 | 河南睢州     | 嘉靖三年八月甲寅（1524年）       | 嘉靖九年二月丁卯（1530年）       | 升兵部右侍郎                   |
| 45   | 蕭淮   | 廣西臨桂     | 嘉靖九年二月乙亥（1530年）       | 嘉靖九年三月壬寅（1530年）       | 回籍                           |
| 46   | 王大用 | 福建興化衛   | 嘉靖九年三月壬寅（1530年）       | 嘉靖十年（1531年）               |                                |
| 47   | 王潮   | 直隸武功衛   | 嘉靖十年五月乙未（1531年）       | 嘉靖十一年十月己巳（1532年）     | 以失事別用                     |
| 48   | 何棟   | 陝西長安     | 嘉靖十一年九月己酉（1532年）     | 嘉靖十二年四月癸酉（1533年）     | 降職                           |
| 49   | 潘倣   | 河南洛陽     | 嘉靖十二年四月丙戌（1533年）     | 嘉靖十二年十月乙亥（1533年）     | 因大同卒叛罷免                 |
| 50   | 樊繼祖 | 山東鄆城     | 嘉靖十二年十月庚辰（1533年）     | 嘉靖十五年十一月甲寅（1536年）   | 召回京                         |
| 51   | 史道   | 直隸涿州     | 嘉靖十五年十一月甲寅（1536年）   | 嘉靖二十二年二月（1540年）       | 因山西三關失事貶為民           |
| 52   | 龍大有 | 湖廣茶陵     | 嘉靖二十二年六月甲戌（1540年）   | 嘉靖二十一年八月甲戌（1540年）   | 失事免                         |
| 53   | 趙錦   | 北直隸順天   | 嘉靖二十一年八月庚辰（1540年）   | 嘉靖二十三年二月辛未（1544年）   | 改甘肅巡撫                     |
| 54   | 詹榮   | 直隸山海衛   | 嘉靖二十三年二月辛未（1544年）   | 嘉靖二十七年十月戊辰（1548年）   | 佐部                           |
| 55   | 郭宗皋 | 山東福山     | 嘉靖二十七年十一月乙亥（1548年） | 嘉靖二十八年二月癸亥（1548年）   | 改宣府巡撫                     |
| 56   | 李仁   | 山東東阿     | 嘉靖二十八年二月癸亥（1548年）   | 嘉靖二十八年十一月辛巳（1548年） | 降職                           |
| 57   | 陳耀   | 直隸靜海     | 嘉靖二十八年十一月丙戌（1548年） | 嘉靖二十九年閏六月癸酉（1550年） | 逮                             |
| 兼   | 蘇祐   | 山東濮州     | 嘉靖二十九年閏六月丙子（1550年） | 嘉靖二十九年（1550年）           |                                |
| 58   | 趙錦   | 北直隸順天   | 嘉靖二十九年（1550年）           | 嘉靖二十九年十一月乙巳（1550年） | 升兵部右侍郎協理京營戎政       |
| 59   | 何思   |              | 嘉靖二十九年（1550年）           | 嘉靖三十一年三月丁亥（1552年）   | 革                             |
| 60   | 敖     | 岷州         | 嘉靖三十一年三月丁亥（1552年）   | 嘉靖三十一年五月甲申（1552年）   | 被劾衰病曠職，閑住             |
| 61   | 侯鉞   | 山東東阿     | 嘉靖三十一年五月己丑（1552年）   | 嘉靖三十三年六月己丑（1554年）   | 被錦衣衛械繫                   |
| 兼   | 許論   | 河南靈寶     | 嘉靖三十三年六月己丑（1554年）   | 嘉靖三十三年（1554年）           |                                |
| 62   | 王忬   | 直隸太倉     | 嘉靖三十三年六月壬辰（1554年）   | 嘉靖三十四年四月己亥（1555年）   | 升薊遼保定總督                 |
| 63   | 齊宗道 | 遼東廣寧衛   | 嘉靖三十四年三月甲辰（1555年）   | 嘉靖三十四年十二月戊午（1555年） | 調外                           |
| 64   | 楊順   |              | 嘉靖三十四年十二月辛丑（1555年） | 嘉靖三十六年三月辛未（1557年）   | 升宣大總督                     |
| 65   | 朱笈   | 南直隸桃源   | 嘉靖三十六年三月丙子（1557年）   | 嘉靖三十七年三月癸丑（1558年）   | 回籍聽用                       |
| 66   | 楊選   | 山東章丘     | 嘉靖三十七年三月癸丑（1558年）   | 嘉靖三十七年（1558年）           | 憂免                           |
| 67   | 李文進 | 四川巴縣     | 嘉靖三十七年八月丙寅（1558年）   | 嘉靖三十九年十一月癸亥（1560年） | 升宣大山西總督                 |
| 68   | 楊選   | 山東章丘     | 嘉靖三十九年十一月戊辰（1560年） | 嘉靖四十年六月丁亥（1561年）     | 升薊遼保定總督                 |
| 69   | 陳其學 | 山東蓬萊     | 嘉靖四十年七月癸巳（1561年）     | 嘉靖四十二年五月甲午（1563年）   | 改陝西巡撫                     |
| 70   | 劉燾   | 直隸滄州     | 嘉靖四十二年五月甲辰（1563年）   | 嘉靖四十二年十月乙亥（1563年）   | 升薊遼總督                     |
| 71   | 張邦彥 | 山東臨朐     | 嘉靖四十二年十一月己卯（1563年） | 嘉靖四十五年正月己未（1566年）   | 因延綏黃甫川鎮靜堡失事之罪致仕 |
| 72   | 張志孝 | 山東濟寧     | 嘉靖四十五年正月己未（1566年）   | 隆慶元年十月壬辰（1567年）       | 免                             |
| 73   | 劉佑   | 山東掖縣     | 隆慶元年十月丁酉（1567年）       | 隆慶三年三月丁巳（1569年）       | 閑住                           |
| 74   | 李秋   |              | 隆慶三年六月己丑（1569年）       | 隆慶四年正月己巳（1570年）       | 改遼東巡撫                     |
| 75   | 方逢時 | 湖廣嘉魚     | 隆慶四年正月己巳（1570年）       | 隆慶五年十二月庚辰（1571年）     | 憂免                           |
| 76   | 劉應箕 | 四川巴縣     | 隆慶五年十二月戊午（1571年）     | 萬曆元年七月戊戌（1573年）       | 回籍聽勘                       |
| 77   | 申佐   | 直隸永年     | 萬曆元年七月癸卯（1573年）       | 萬曆三年二月丁酉（1575年）       | 調用                           |
| 78   | 鄭洛   | 直隸安肅     | 萬曆三年（1575年）               | 萬曆六年六月己巳（1578年）       | 升兵部右侍郎                   |
| 79   | 賈應元 | 順天遵化     | 萬曆六年六月戊申（1578年）       | 萬曆十年（1582年）               | 升兵部右侍郎                   |
| 80   | 胡來貢 | 山東萊州衛   | 萬曆十年十一月壬戌（1582年）     | 萬曆十五年二月庚午（1587年）     | 劾免                           |
| 81   | 鄧林喬 | 四川內江     | 萬曆十五年二月乙亥（1587年）     | 萬曆十六年（1588年）             | 憂免                           |
| 82   | 王基   | 山東青州右衛 | 萬曆十六年七月壬申（1588年）     | 萬曆十八年八月乙未（1590年）     | 升兵部右侍郎                   |
| 83   | 邢玠   | 山東益都     | 萬曆十八年九月癸卯（1590年）     | 萬曆二十一年八月壬辰（1593年）   | 升南京刑部右侍郎               |
| 84   | 梅國禎 | 湖廣麻城     | 萬曆二十一年八月乙未（1593年）   | 萬曆二十六年四月戊寅（1598年）   | 升宣大山西總府                 |
| 85   | 房守士 | 山東齊河     | 萬曆二十六年五月戊子（1598年）   | 萬曆三十年閏二月辛酉（1602年）   | 乞歸                           |
| 86   | 張悌   | 河南內鄉     | 萬曆三十年三月甲申（1602年）     | 萬曆三十三年（1605年）           | 升右副都御史                   |
| 87   | 霍鵬   | 直隸井陘     | 萬曆三十三年七月壬午（1605年）   | 萬曆三十八年（1610年）           | 乞罷                           |
| 88   | 汪可受 | 湖廣黃梅     | 萬曆三十八年五月戊午（1610年）   | 萬曆四十年（1612年）             |                                |
| 89   | 石崑玉 | 湖廣黃梅     | 萬曆四十一年（1613年）           | 萬曆四十四年（1616年）           |                                |
| 90   | 王士琦 | 浙江臨海     | 萬曆四十四年七月甲戌（1616年）   | 萬曆四十五年四月庚寅（1617年）   | 調用                           |
| 91   | 文球   | 河南固始     | 萬曆四十五年十月丁未（1617年）   | 萬曆四十七年九月丁酉（1619年）   | 升薊遼總督                     |
| 92   | 高第   | 直隸灤州     | 萬曆四十七年（1619年）           | 天啟二年十二月（1622年）         | 升兵部右侍郎                   |
| 93   | 劉遵憲 | 直隸大名     | 天啟三年二月己巳（1623年）       | 天啟四年（1624年）               |                                |
| 94   | 張樸   | 四川阆中     | 天啟四年十二月（1624年）         | 天啟六年正月（1626年）           | 升宣大總督                     |
| 95   | 王點   | 直隸魏縣     | 天啟六年二月（1626年）           | 天啟七年五月癸未（1627年）       | 閑住                           |
| 96   | 張翼明 | 河南永城     | 天啟七年五月庚寅（1627年）       | 崇禎元年五月辛未（1628年）       | 免                             |
| 97   | 張宗衡 | 直隸南宮     | 崇禎元年五月乙酉（1628年）       | 崇禎四年三月甲戌（1631年）       | 升宣大總督                     |
| 98   | 張廷拱 | 福建同安     | 崇禎四年三月甲戌1631年）         | 崇禎五年十二月甲子（1532年）     | 卒                             |
| 99   | 胡沾恩 | 直隸永年     | 崇禎五年十二月甲申（1632年）     | 崇禎七年（1634年）               | 充軍                           |
| 100  | 焦源溥 | 陝西三原     | 崇禎七年（1634年）               | 崇禎八年（1635年）               | 罷                             |
| 101  | 葉廷桂 | 河南商丘     | 崇禎八年（1635年）               | 崇禎十二年（1639年）             | 以病乞歸                       |
| 102  | 劉夢桂 | 湖廣穀城     | 崇禎十三年（1640年）             | 崇禎十五年正月癸未（1642年）     | 卒                             |
| 103  | 衛景瑗 | 陝西韓城     | 崇禎十五年二月壬子（1642年）     | 崇禎十七年二月初六（1643年）     | 自縊                           |